# Рустикальна земля
Рустика́льна земля́ — земельні наділи в Австрійській імперії, що перебували у спадковому користуванні селян. Юридично власниками рустикальних земель вважалися власники домініальних земель (поміщики, держава, церква), на користь яких селяни були зобов'язані відбувати різноманітні натуральні та грошові повинності, сплачувати державі поземельні податки. 

## Історія
Патент Йосифа ІІ від 1775 р. обмежував права світських і духовних землевласників. Відтоді власник маєтку вважався необмеженим власником лише домініальної землі, а на рустикальну (селянську) землю мав права «верховної власності». На практиці це означало, що дідич уже не міг безконтрольно розпоряджатися селянськими наділами. Згідно з патентами від 1784, 1786 і 1786 рр. світським і церковним землевласникам заборонялося закладати, дробити, приєднувати до фільваркової заорки чи обмінювати селянські наділи.
У 1785–1788 pp. в усій Австрії було проведено перший кадастр земель (Йосифинська метрика) з метою вдосконалення системи оподаткування. У квітні 1787 p. вийшов закон, який вирішив питання сталості селянського землекористування. Землі домінії почали поділялися на рустикальні (селянські) та домініальні (поміщицькі; землі панського маєтку, які залишалися у користуванні пана). Селяни дістали так зване право дотації на земельний наділ, на користування пасовищами і лісами, на допомогу реманентом, на опіку під час злиднів. Цей закон був поширений і на Буковину.
Найпрогресивнішим був загальноавстрійський Урбаніальний патент Йосифа II від 10 лютого 1789 p. Проголошувалося, що всі селянські примуси належить встановлювати пропорційно до кількості землі, що перебувала у їхньому користуванні. Розміри державних і урбаніальних (на користь пана) примусів не могли перевищувати 30% загального доходу від селянської землі. Урбаніальні примуси повинні були сплачуватися грішми, що призводило до скасування панщини. Встановлювались однаковий земельний податок для всіх категорій власності, а також норми доходності окремих категорій земельних угідь.
Протягом усього існування Рустикальних земель поміщики намагалися зробити їх своєю власністю всупереч урядовій забороні. Землевласники різними способами збільшували землі, якими користувалися, за рахунок селянських: урізували наділи, заміняли гірші землі на кращі, забирали пустки після втечі селян тощо. За період 1787–1834 pp. у Галичині було захоплено 1 млн моргів рустикальних земель.
Селянська реформа 1848 р. перетворила Рустикальні землі на приватну власність селян. Законами Фердинанда І від 17 квітня 1848 р.(закон цісарського уряду Австро-Угорщини), за яким з 15 травня 1848 р. скасовувалися селянські повинності у Галичині; та Закон від 7 вересня 1848 р., за яким скасовувалися кріпосні відносини в Австрії.

## Термін
Запозичення з польської мови; походить від пізньолатинського rusticalis, що етимологічно означає «селянський», «сільський», пов'язаного з лат. rusticus «селянський», «сільський», похідними від rūs «село». 

Порівняй Руст (архітектура).